# Diamond in the Back
«Diamond in the Back» — сингл американського репера Лудакріса із альбому Chicken-n-Beer, випущений 11 травня 2004 року.

## Про пісню
«Diamond in the Back» був у Billboard Hot 100 на #94 сходинці і на #51 в чарті Hot Rap/R&B.

### Чарти
| Чарт (2004)                             | Найвища позиція |
| --------------------------------------- | --------------- |
| США (Billboard Hot 100)                 | 94              |
| США (Hot R&B/Hip-Hop Songs) (Billboard) | 51              |
| США (Rhythmic) (Billboard)              | 40              |

## Композитори
- Beauregard,
- P./Devaughn,
- W./Houston,
- J./Bridges, C.